# لنتسن (الب)
شهر لنتسن (به آلمانی: Lenzen) در ایالت برندنبورگ در کشور آلمان واقع شده‌است.

## نگارخانه

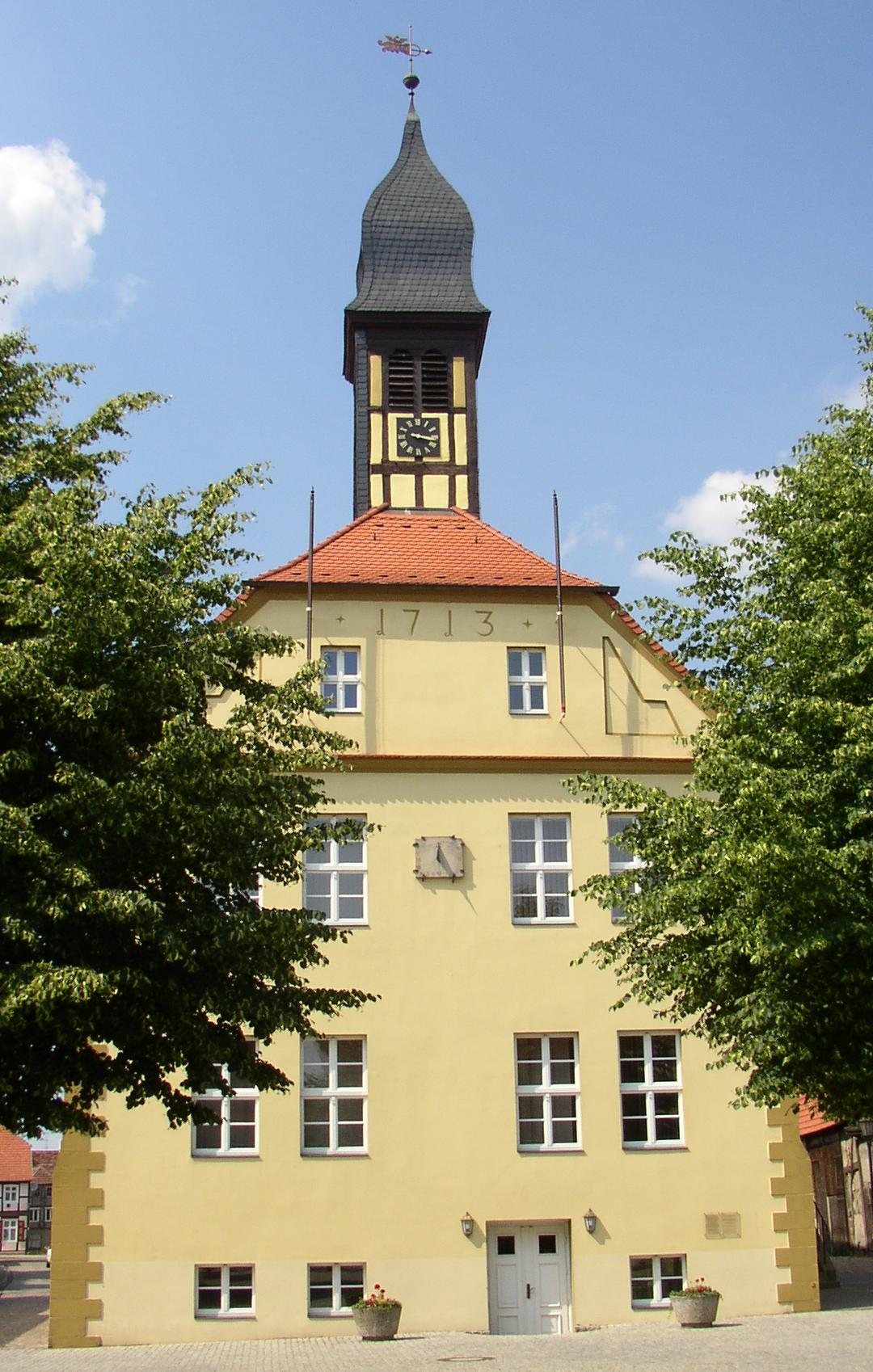
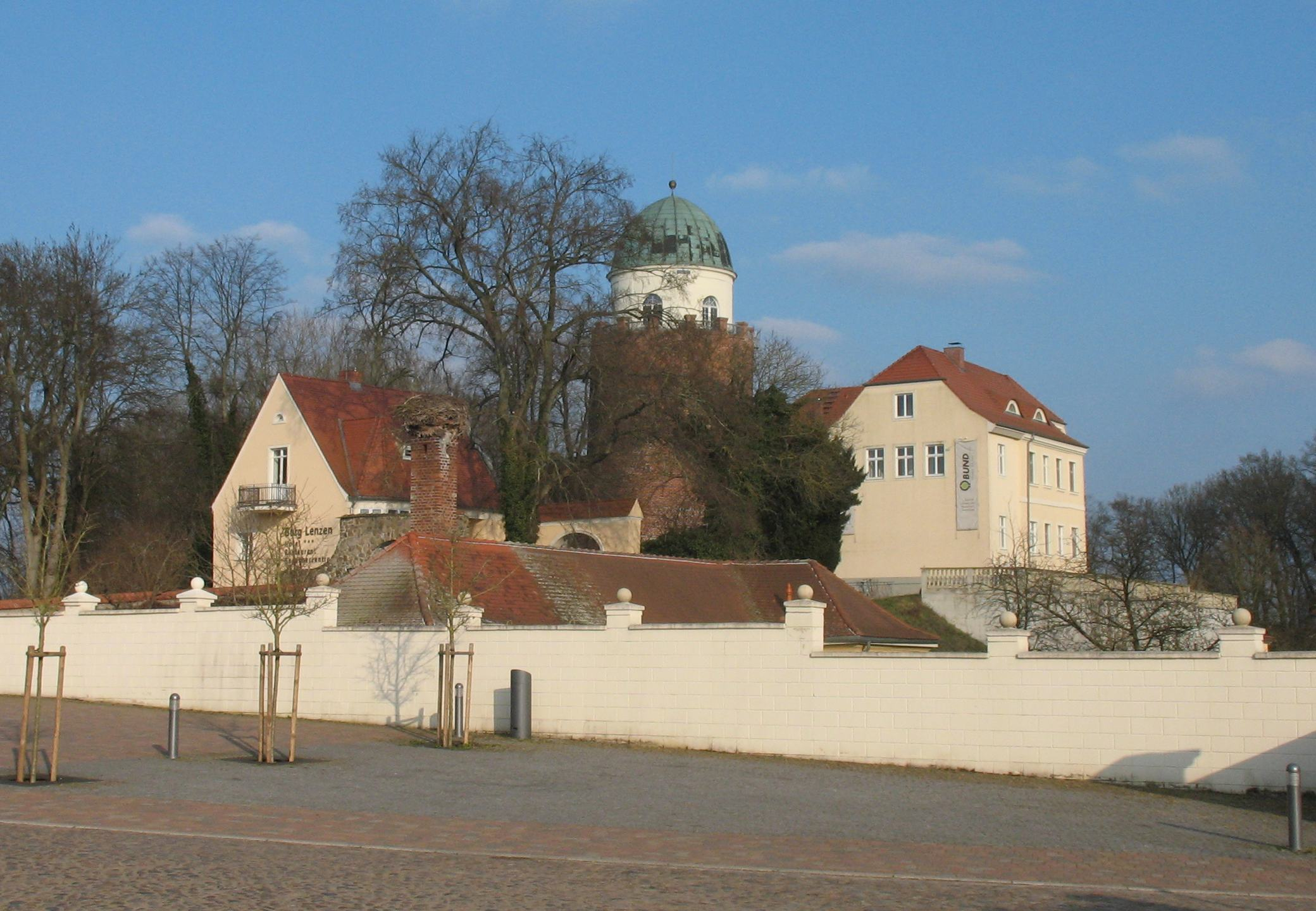
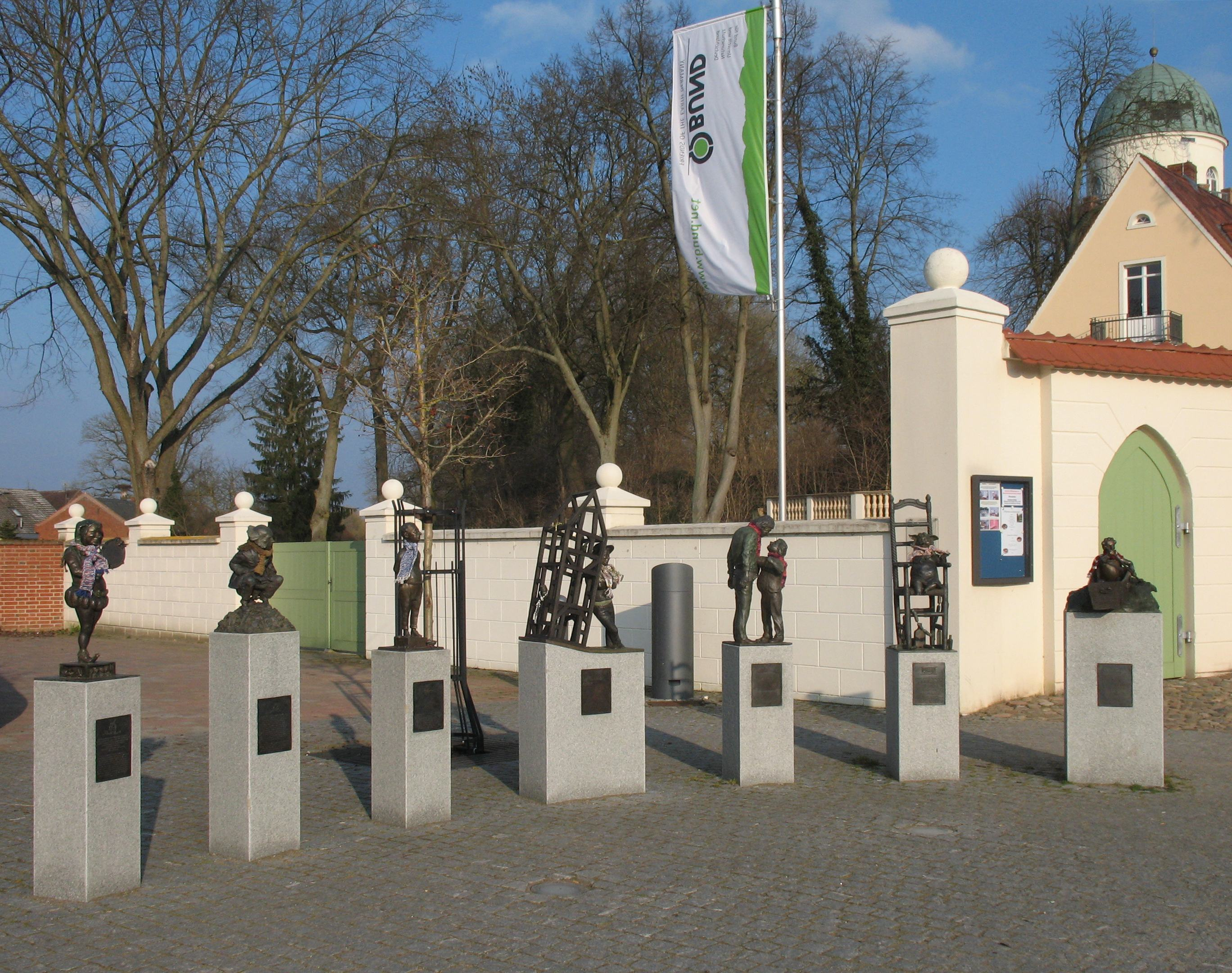
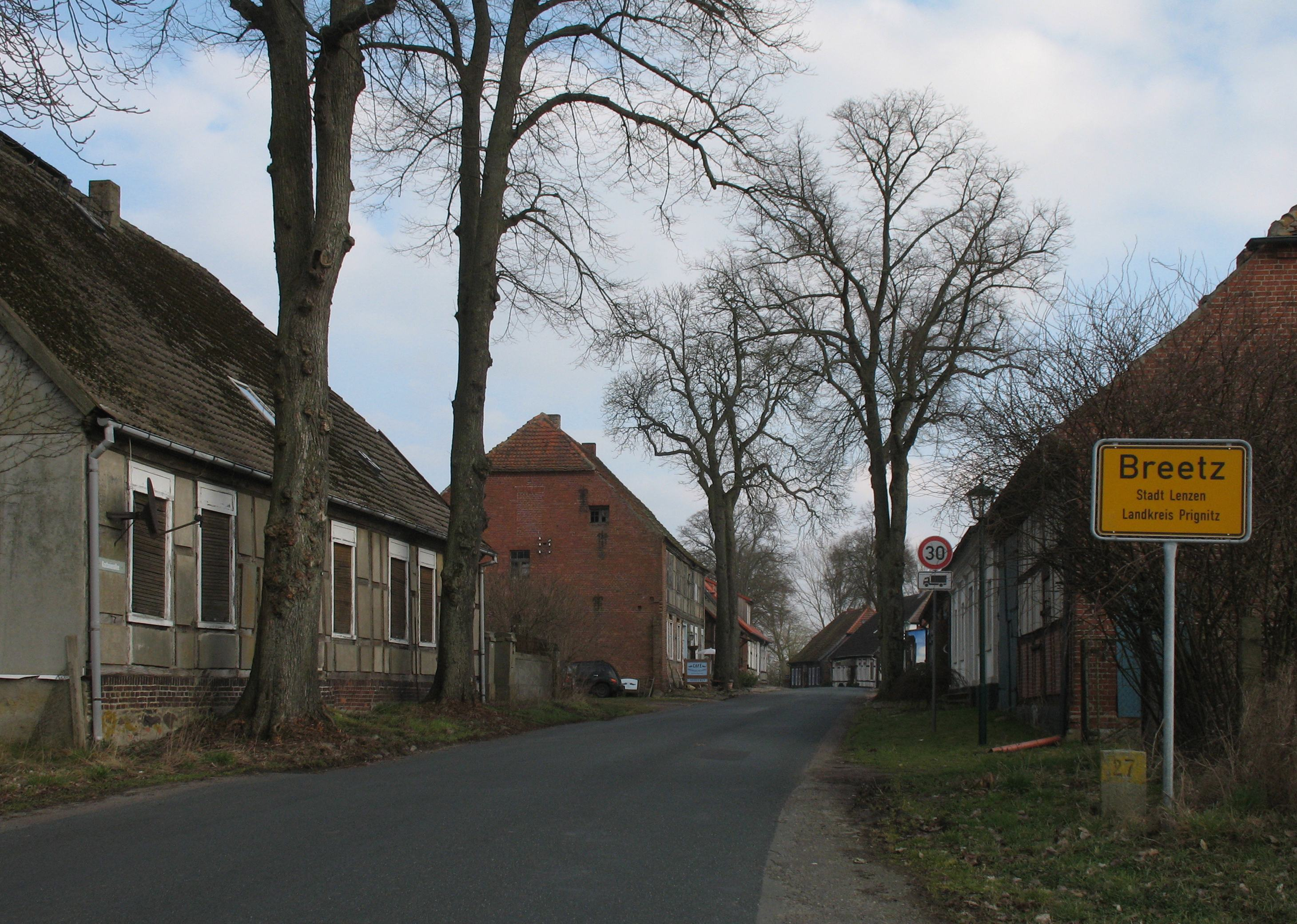